# 清流街道
清流街道，是中华人民共和国安徽省滁州市琅琊区下辖的一个乡镇级行政单位。

## 行政区划
清流街道下辖以下地区：
紫薇社区、凤凰湖社区、创业北路社区、凤阳路社区，三岔路社区、来安路社区、白云社区